# 24 octobre 1945
Le 24 octobre 1945 est le 297e jour de l’année 1945 du calendrier grégorien. Il s'agit d'un mercredi.

## Événements

### Politique
- La Charte des Nations unies est ratifiée par les cinq membres permanents du Conseil de sécurité et entre en vigueur.
- En Norvège, l'ancien ministre-président Vidkun Quisling est exécuté à la citadelle d'Akershus.
- En France, création de l'Institut national d'études démographiques.

### Sport
- Première journée de la saison 1945-1946 de la LNH.

## Naissances
- Richard Blass, criminel canadien
- Eddy Cael, coureur cycliste belge
- Katherine Dunn, écrivaine américaine
- Jo Gap-je, journaliste sud-coréen
- Takeo Kanade, informaticien japonais
- Hanna Krabbe, terroriste allemande
- Jacques Lévy, avocat français
- Eugenie Scott, anthropologue américaine
- Ernst Jansen Steur (nl), neurologue néerlandais
- Manie van Rensburg, réalisateur sud-africain

## Décès
- Charles D. Barney (en), homme d'affaires américain (101 ans)
- Franklin Carmichael, peintre canadien (55 ans)
- Frederick Field (en) (74 ans)
- G. F. Gorringe (en), militaire britannique (77 ans)
- Pétrus Gourin, homme politique français (75 ans)
- Vidkun Quisling, homme politique norvégien (58 ans)